# Franciszek Pospiech
Franciszek Pospiech (ur. 20 października 1930, zm. 2003) – polski bankowiec, osoba odpowiedzialna za organizację i pierwszy prezes Wielkopolskiego Banku Kredytowego.

## Życiorys
W 1988 powołany na dyrektora Wielkopolskiego Banku Kredytowego (WBK) odpowiedzialnego za organizację banku i wydzielenie go ze struktur Narodowego Banku Polskiego, od 1991 prezes zarządu banku. W 1996 zrezygnował z tej funkcji, na której zastąpił go Jacek Kseń i przeszedł do rady nadzorczej WBK, w której zasiadał do jego likwidacji w 2001.
W 1991 był jednym ze współzałożycieli Fundacji Rozwoju Miasta Poznania oraz Związku Banków Polskich.
W 1997 odznaczony Krzyżem Oficerskim Orderu Odrodzenia Polski.